# La grande guerra
La grande guerra è una commedia drammatica del 1959 diretta da Mario Monicelli, prodotta da Dino De Laurentiis e interpretata da Alberto Sordi e Vittorio Gassman.
È considerato uno dei migliori film sulla guerra italiani e uno dei capolavori della storia del cinema. Vincitore del Leone d'oro al Festival del Cinema di Venezia ex aequo con Il generale Della Rovere di Roberto Rossellini e candidato all'Oscar quale miglior pellicola straniera, si aggiudicò inoltre tre David di Donatello e due Nastri d'argento. Ottenne un enorme successo anche all'estero, soprattutto in Francia.
Nel settembre 2009 il film è stato scelto per la pre-apertura della 66ª edizione del Festival del Cinema di Venezia. Nel gennaio 2011, come omaggio a Monicelli scomparso da poco, la Cineteca di Bologna organizzò una retrospettiva in suo ricordo, proiettando nel cinema Lumière La grande guerra e altri lavori del regista. È stato successivamente inserito nella lista dei 100 film italiani da salvare, "100 pellicole che hanno cambiato la memoria collettiva del Paese tra il 1942 e il 1978".

## Trama
1916. Il romano Oreste Jacovacci e il milanese Giovanni Busacca si incontrano presso un distretto militare durante la chiamata alle armi. Il primo promette con l'inganno di far riformare l'altro in cambio di denaro. I due si incontrano nuovamente su una tradotta per il fronte: dopo l'ira iniziale di Giovanni, finiscono per simpatizzare e divenire amici. Seppure di carattere completamente diverso sono uniti dalla mancanza di qualsiasi ideale e dalla volontà di evitare ogni pericolo pur di uscire indenni dalla guerra.
Finiti in un paesino delle retrovie, aspettano di giorno in giorno di essere inviati al fronte. Giovanni si concede qualche distrazione con Costantina, la prostituta del villaggio, ma alla fine si ritrova con il portafoglio alleggerito. Attraversate numerose peripezie durante l'addestramento, i combattimenti e i rari momenti di congedo, in seguito alla disfatta di Caporetto, i due vengono inviati come staffette portaordini, mansione molto pericolosa, che viene loro affidata perché considerati come i "meno efficienti".
Un giorno vengono inviati al magazzino del paese per prendere del filo spinato; Giovanni ne approfitta per incontrare Costantina. I due dovrebbero rientrare al campo prima di sera ma degli scoppi violenti provenienti dalla prima linea li fanno desistere: si salvano così da un tragico assalto degli austro-ungarici che costerà la vita, tra gli altri, al tenente Gallina e a Bordin. Inviati a riposo per 10 giorni nelle retrovie, una sera incontrano proprio la moglie di Bordin che gli chiede di portare degli indumenti di ricambio al marito. Incapaci di dire alla donna la verità, venuti a sapere delle ristrettezze in cui deve dibattersi le danno invece dei soldi che avevano raccolto tramite una falsa colletta e che avevano intenzione di spendere a Udine.
Ritornati al fronte, ciò che resta del loro battaglione viene inviato a presidiare un caposaldo sulle rive del Piave, comandato dal capitano Castelli. Dopo aver ricevuto dalle avanguardie segnali di avanzamento degli austriaci il capitano ordina di inviare due soldati presso le batterie di artiglieria per informarle chiedendo di scegliere "i meno efficienti", scelta che ricade appunto su Giovanni e Oreste. Raggiunte le postazioni di artiglieria e comunicato il messaggio i due, dato il maltempo incessante, decidono di coricarsi nella stalla dell'avamposto ma una repentina avanzata degli austriaci li fa svegliare in territorio nemico. Sorpresi ad indossare cappotti dell'esercito austro-ungarico nel tentativo di fuga, vengono catturati, accusati di spionaggio e minacciati di fucilazione. Sopraffatti dalla paura, ammettono di essere in possesso di informazioni cruciali sul contrattacco italiano sul Piave, e pur di salvarsi decidono di passarle al nemico.
L'arroganza dell'ufficiale austriaco ed una battuta di disprezzo verso gli italiani ("fegato? questi conoscono solo quello alla veneziana con le cipolle") ridà però forza alla loro dignità, portandoli a mantenere il segreto fino all'esecuzione capitale, l'uno insultando spavaldamente il capitano nemico e l'altro che, dopo la fucilazione del compagno, finge di non essere a conoscenza delle informazioni e viene così fucilato poco dopo l'amico. La battaglia si conclude poco tempo dopo, con la vittoria dell'esercito italiano e la riconquista della postazione caduta in mano agli Austriaci, ignorando il sacrificio nobile di Busacca e Jacovacci, ritenuti fuggiaschi, i quali hanno optato per la fucilazione pur di non tradire i propri connazionali.

## Aspetti stilistici
Felice connubio di tragedia e commedia, l'opera è un affresco corale, ironico, struggente e toccante (in alcune scene), della vita di trincea durante la prima guerra mondiale. Le vicissitudini di un gruppo di commilitoni sul fronte italiano nel 1916 sono narrate con un linguaggio neorealista e romantico al tempo stesso, abbinando scansioni tipiche della commedia all'italiana ad una notevole attenzione verso i particolari storici. Le pregevoli scene di massa si accompagnano ad acute caratterizzazioni dei numerosi personaggi, antieroi umani ed impauriti, rassegnati e solidali, accomunati dalla partecipazione forzata ad una catastrofe che li travolgerà.
Monicelli e gli sceneggiatori Age & Scarpelli e Vincenzoni raggiungono l'apice artistico della loro carriera combinando, con impareggiabile fluidità di racconto, comicità e toni drammatici, ed aprendo la strada ad un nuovo stile cinematografico nelle vicende di guerra. Memorabile il piano sequenza finale nel quale i due pavidi protagonisti si riscattano con un gesto coraggioso, sacrificandosi l'uno da “eroe spavaldo” e l'altro da “eroe vigliacco”. Quest'ultima figura viene qui concepita in maniera assai originale ed interpretata da un ispirato Alberto Sordi (vincitore del Nastro d'argento come miglior attore protagonista).

## Aspetti storici
La ricostruzione bellica dell'opera è, da un punto di vista storico, uno dei migliori contributi del cinema italiano allo studio del primo conflitto mondiale.
Per la prima volta la sua rappresentazione venne depurata dalla retorica dannunziana, dalla propaganda del fascismo e del secondo dopoguerra, in cui persisteva il mito di una guerra favolosa ed eroica. Per questo la pellicola ebbe problemi di censura al momento dell'uscita nelle sale cinematografiche in Italia e fu vietata ai minori di 16 anni. Fino a quel momento infatti i soldati italiani erano stati continuamente ritratti come valorosi disposti ad immolarsi per la patria. Emblematica ed indimenticabile in questo senso la scena dei festeggiamenti nel paese (subito trasformatisi in silenzioso dolore) e della retorica ostentata da autorità ed intellettuali al rientro delle truppe immediatamente prima della sconfitta di Caporetto.
Il film denunciò inoltre l'assurdità e la violenza del conflitto, le condizioni di vita miserevoli della gente e dei militari, ma anche i forti legami di amicizia nati nonostante le differenze di estrazione culturale e geografica. La convivenza obbligata di questi regionalismi (e provincialismi), mai venuti a contatto in modo così prolungato, contribuì a formare in parte uno spirito nazionale fino ad allora quasi inesistente, in forte contrasto con i comandi e le istituzioni, percepite come le principali responsabili di quel massacro.
In alcuni dialoghi del film, vengono usate per la prima volta nel cinema italiano, alcune parole definite "volgari" che passarono la censura dell'epoca.
Molti reduci che si recarono nei cinema per vedere il film, ne uscirono prima piangendo senza riuscire a finire di vederlo perché, secondo loro, alcune scene rappresentavano fedelmente ciò che avevano vissuto durante la guerra.
Alcuni critici hanno tuttavia fatto notare, pur riconoscendo al film molti meriti, come il suo antimilitarismo sia molto meno marcato che in altri capolavori del genere come Orizzonti di gloria di Kubrick, Per il re e per la patria di Losey e Uomini contro di Rosi: non vi è traccia nel film di ufficiali feroci e disumani (perfino il generale si preoccupa del rancio dei soldati), i due protagonisti principali sono vigliacchi più per natura che per scelta ideologica e alla fine compiono comunque - sia pure abbastanza casualmente - un atto eroico come nei film di guerra più tradizionali.
Durante il film, ci sono vari riferimenti puntuali alla cultura dell'Italia della fine dell'Ottocento e dell'inizio del Novecento. Uno dei soldati nel plotone dei protagonisti è innamorato di Francesca Bertini, celebre diva del cinema muto dell'epoca. Poco prima della famosa scena in cui la trincea italiana e quella austriaca si contendono una gallina, Alberto Sordi cita, come improbabile cuoco reggimentale, Pellegrino Artusi, il cui manuale di cucina era diffusissimo tra fine Ottocento e inizio Novecento. Nella scena in cui i soldati si riposano in paese dopo un violento attacco nemico, una ragazza recita Saluto italico, una poesia patriottica di Giosuè Carducci raccolta nelle Odi barbare.

## Produzione

Sul set del film. Al centro in maglia bianca Mario Monicelli

La grande guerra nacque da un'idea di Luciano Vincenzoni, influenzato dal racconto Due amici di Guy de Maupassant. Quando Monicelli portò il soggetto a Dino De Laurentiis, il produttore dimostrò subito grande interesse e accettò con l'idea di mettere insieme Vittorio Gassman (reduce dal grande successo de I soliti ignoti) e Alberto Sordi. Anche se il regista dovette faticare prima di affidare il compito di scrivere la sceneggiatura ad Age & Scarpelli, perché De Laurentiis li riteneva legati alle commedie di Totò, e quindi poco adatti al film.
La sceneggiatura integrava figure e situazioni provenienti da due libri famosi: Un anno sull'Altipiano di Emilio Lussu, e Con me e con gli alpini di Piero Jahier. Tra questi l'episodio della gallina, tratto dal libro di Lussu, che venne in origine tagliato dal regista, e incluso nel film nel 1964.
Il giornalista e scrittore Carlo Salsa, che aveva combattuto realmente in quei luoghi, prestò la sua opera di consulente, arricchendo la trama, i dialoghi e lo sfondo di particolari vividi ed originali.
Inizialmente Monicelli voleva dare l'idea di «una specie di grossa pentola in ebollizione, da cui ogni tanto veniva fuori un personaggio; una massa amorfa di umanità, di soldati, di operai, di braccianti, sbattuti nelle trincee in mezzo al fango, lungo i tratturi, da cui uscissero fuori qua e là dei tipi, dei momenti». Alla fine la presenza di Gassman e Sordi fece sì che questo non avvenisse. In effetti, anche scrivendo la sceneggiatura si diede ai due protagonisti un'importanza maggiore del previsto.
Ci fu una polemica sulla parte finale del film, riguardante la fucilazione dei due protagonisti: De Laurentiis e i distributori avrebbero voluto un finale meno drammatico, più gioioso, avrebbero preferito che finisse con la loro liberazione, perché quel finale sembrava che in qualche modo rompesse gli schemi del film comico. Furono le associazioni d'arma a pretendere il finale drammatico che riscattasse la vigliaccheria dei due protagonisti con l'eroismo finale.

### Riprese

Gassman, Mangano e Sordi durante le riprese

Le prime riprese del film furono effettuate in Friuli: vennero scavate delle trincee e ricostruite le retrovie. Dopo alcuni giorni di riprese, Monicelli ricevette una telefonata da De Laurentiis che aveva visto i giornalieri della pellicola, dove i soldati e gli ufficiali apparivano laceri, sporchi (Monicelli faceva bagnare con delle pompe un largo tratto di terra, e poi diceva alle comparse di rotolarsi nel fango). Il produttore ritenne la rappresentazione esagerata e tentò in tutti i modi di dissuadere il regista, sostenendo che non poteva far vedere l'esercito in quelle condizioni e che il pubblico non avrebbe accettato. Ma, dopo varie discussioni, De Laurentiis alla fine diede ragione a Monicelli.
Le scene per la maggior parte vennero girate in provincia di Udine, a Gemona del Friuli, a Venzone, a Sella Sant'Agnese, nei fossati delle mura di Palmanova e a Nespoledo di Lestizza, dal 25 maggio a metà giugno del 1959. Altre scene vennero girate a Civita di Bagnoregio e a San Pietro Infine. Lungo il torrente Galantina, tra i Comuni di Forano e Poggio Mirteto, vennero girate tutte le scene della distruzione del ponte. La truppa, veri soldati di leva, erano ospitati nell'edificio scolastico di Poggio Mirteto. La scena della fucilazione e quella finale si svolsero presso il Castellaccio dei Monteroni a Ladispoli.

### Doppiaggio
Silvana Mangano recitò con il suo naturale accento romano e successivamente si doppiò con l'accento veneto.

## Colonna sonora

Nino Rota

Le musiche del film furono composte da Nino Rota, di seguito sono riportate le varie tracce:
1. La grande guerra - Titoli di testa (02:55)
2. Di qua, di là del Piave 1 (00:53)
3. Reticolati (01:35)
4. Giovanni e Oreste (03:35)
5. Costantina e Giovanni (01:55)
6. Vita di trincea (02:35)
7. La moglie di Bordin (01:02)
8. Libera uscita (01:20)
9. Di qua, di là del Piave 2 (00:52)
10. Le voci della guerra (08:41)
11. Finale (00:55)

## Distribuzione

Ferruccio Amendola, Vittorio Gassman e Tiberio Murgia in una scena del film

Presentato al Festival di Venezia il 5 settembre 1959, venne poi distribuito nelle sale il 28 ottobre dello stesso anno. Fu in seguito esportato nei seguenti paesi:
- Francia: La grande guerre, 4 maggio 1960 (Parigi)
- Germania Ovest: Man nannte es den großen Krieg, 2 agosto 1960
- Spagna: La gran guerra, 24 novembre 1960 (Madrid)
- Portogallo: A Grande Guerra, 26 aprile 1961
- USA: The Great War, 30 agosto 1961 (New York)
- Danimarca: Den store krig, 2 febbraio 1962
- Polonia: Wielka wojna
- Finlandia: Suuri sota
- Grecia: O megalos polemos
- Argentina: La gran guerra
- Brasile: A Grande Guerra
- Ungheria: A nagy háború

## Accoglienza

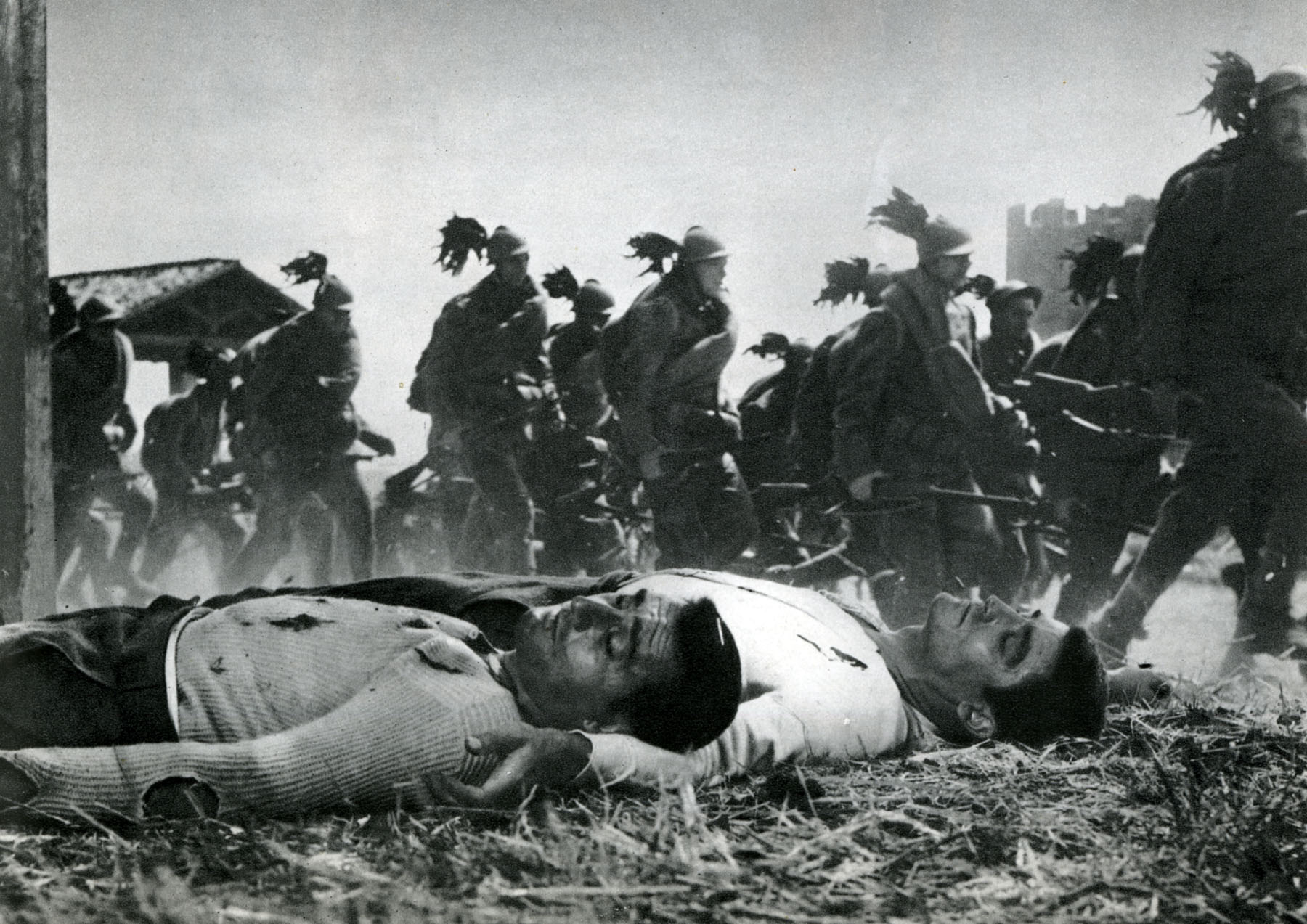
Sordi e Gassman nella scena finale del film

Il film fu al centro di un'accesa polemica da parte di Goffredo Lombardo e Franco Cristaldi, che contestarono il fatto che fosse stato selezionato come film in concorso al Festival di Venezia con le riprese ancora in corso.
Alla prima proiezione per la critica, alla Mostra di Venezia, il film non fu accolto benissimo, in particolare per l'eccessiva importanza data ai due comici. Anche altri registi, come Elio Petri, contestarono l'opera di Monicelli, che restò infatti molto amareggiato. Mentre alla seconda proiezione per il pubblico ottenne un successo strepitoso e ci fu un ripensamento anche da parte dei critici: tra i quali Maurizio Liverani (critico del "Paese Sera") che disse a Monicelli: «Ho rivisto il film, ci ho ripensato, avevo avuto un'impressione diversa...»
Anche Sergio Amidei, amico del regista, si ricredette sulla pellicola, dichiarando però che era già stabilito che il vincitore del Leone d'oro fosse Il generale Della Rovere di Rossellini (di cui Amidei era co-sceneggiatore). Tutto si rovesciò negli ultimi due giorni, grazie anche all'intervento di René Clair (che disse a Monicelli che era un film straordinario), così nonostante il parere riluttante del presidente della giuria Luigi Chiarini, il quale aveva sempre avuto poca simpatia per il regista, i giurati furono costretti a dare il Leone d'oro ex aequo a quello di Rossellini.
Ricordò Monicelli, a proposito della proiezione per il pubblico al Festival di Venezia: "Ci fu a Venezia, alla fine della proiezione, un applauso così lungo che lasciò esterrefatti gli attori, tutti quanti noi. Non pensavamo che il film avesse questo esito. Speravamo che andasse bene, ma che avesse un esito talmente trionfale... che poi evidentemente costrinse la giuria a darlo ex aequo a quello di Rossellini...".

### Incassi
Il film fu il terzo maggior incasso in Italia della stagione cinematografica 1959-60 (superato solo da La dolce vita e A qualcuno piace caldo), con un introito di 1 500 000 000 di lire dell'epoca.
La grande guerra detiene ad oggi il diciottesimo posto nella classifica dei film italiani più visti di sempre con 10 783 742 spettatori paganti.

### Critica

Monicelli e Rossellini ricevono il Leone d'oro al Festival del cinema di Venezia. Per Monicelli fu un grande riconoscimento, anche perché, come lui stesso dichiarò, essere affiancati a Rossellini era il massimo che si potesse pretendere.

(Mario Bianchi)
(Oreste De Fornari)
(Gian Piero dell'Acqua)
(Gian Luigi Rondi)
(Guido Aristarco)
(Giuseppe Marotta)

## Riconoscimenti
- 1960 - Premio Oscar
  - Candidatura per il miglior film straniero (Italia)
- 1959 - Festival di Venezia
  - Leone d'oro al miglior film a Mario Monicelli
  - Premio speciale "Per la sua interpretazione" a Alberto Sordi
- 1960 - David di Donatello
  - Miglior produttore a Dino De Laurentiis
  - Migliore attore protagonista a Vittorio Gassman
  - Migliore attore protagonista a Alberto Sordi
- 1960 - Globo d'oro
  - Candidatura per il miglior film a Mario Monicelli
- 1960 - Nastro d'argento
  - Miglior attore protagonista a Alberto Sordi[42]
  - Migliore scenografia a Mario Garbuglia
  - Candidatura per il regista del miglior film a Mario Monicelli
  - Candidatura per il miglior produttore a Dino De Laurentiis
  - Candidatura per il migliore soggetto a Mario Monicelli, Agenore Incrocci, Furio Scarpelli e Luciano Vincenzoni
  - Candidatura per la migliore sceneggiatura a Mario Monicelli, Agenore Incrocci, Furio Scarpelli e Luciano Vincenzoni
  - Candidatura per il miglior attore protagonista a Vittorio Gassman
  - Candidatura per i migliori costumi a Danilo Donati
  - Candidatura per la migliore fotografia a Giuseppe Rotunno